# En du elsker
En du elsker er en dansk spillefilm fra 2014, der er instrueret af Pernille Fischer Christensen efter manuskript af hende selv og Kim Fupz Aakeson.

## Handling
En fortælling om et møde mellem to fortabte skæbner, en voksen mand og en dreng. Thomas Jacob bor i Los Angeles og er en verdensberømt rockmusiker med succes og mange brændte broer. Da han efter mange år vender tilbage til Danmark for at indspille nyt album med sin faste musikproducer, tropper hans voksne datter, Julie, op. Med sig har hun barnebarnet, den 11-årige Noa, og snart bliver Thomas mod sin vilje tvunget til at tage sig af drengen. De to begynder, stik imod alle odds, langsomt at finde hinanden igennem musikken. Men så indtræffer katastrofen, og Thomas må se i øjnene, at han skal træffe et valg, der forandrer hans liv for altid.

## Medvirkende
- Mikael Persbrandt - Thomas Jacob
- Trine Dyrholm - Molly Moe
- Birgitte Hjort Sørensen - Julie
- Sofus Rønnov - Noa
- Eve Best - Kate
- Lourdes Faberes - Husholderske
- Peter Frödin - Talkshowvært
- Thomas Hwan - Lærer
- Asger Gottlieb - Chauffør
- Alfa Liv Ottesen - Mollys datter
- Anders Wallin - Mollys assistent
- Jonas Krag - Guitarist
- Henrik Liebgott - Guitarist
- Jacob Gurevitsch - Guitarist
- Anders Christensen - Bassist
- Christian Douglas - Bassist
- Mads Hyhne - Bassist
- Jacob Høyer - Trommeslager
- Maggie Björklund - Mandolin/Steel guitar
- Simon Toldam - Hommondorgel
- Tobias Stærbo - Hommondorgel
- David Hildebrandt - Vibrafon
- Nana Jacobi - Korpige
- Sara Indrio Jensen - Korpige
- Disa Jakobs - Korpige
- Samira Dayyani - Strygertrio/cello
- Karen Johanne Pedersen - Strygertrio/violin
- Andrea Gyarfas - Strygertrio/violin